# 撫遠駅
撫遠駅（ぶえんえき）とは、中華人民共和国黒竜江省撫遠市撫遠鎮に位置する前撫線の駅である。2016年現在、中国最東端の旅客駅である。（貨物駅を含めると隣の撫遠東駅が最東端）
2012年12月18日に開業。始発列車はハルビン東駅との間のK7065/7066次列車であった。前進鎮駅との間の距離は169kmであり、ハルビン鉄路局管轄である。2015年11月1日現在、3本の旅客列車があり、ハルビン東駅、ジャムス駅、瀋陽駅に向かう。

## 隣の駅
中華人民共和国鉄道部
前撫線
撫遠東駅 - 撫遠駅